# ديفا (رومانيا)

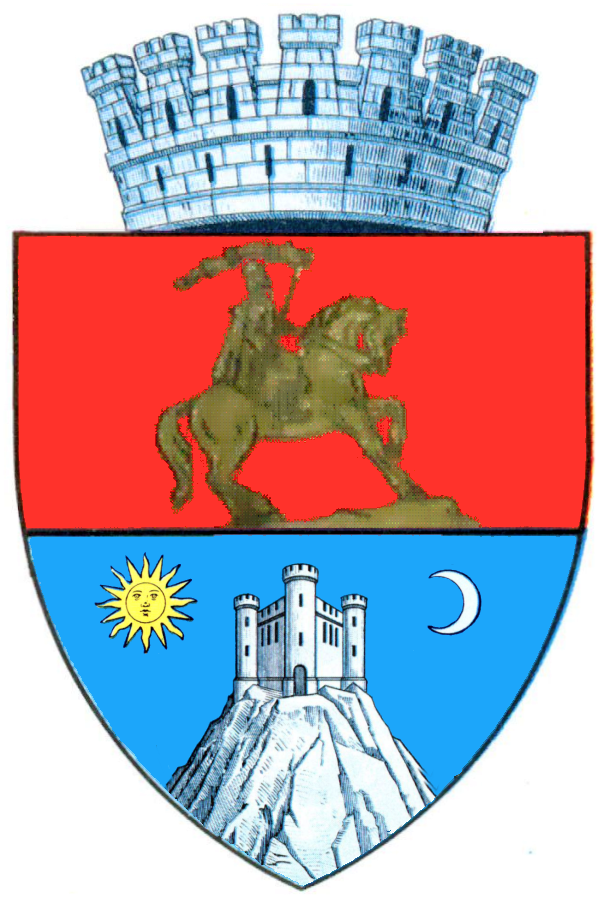
شعار المدينة

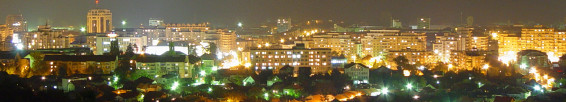
منظر عام للمدينة

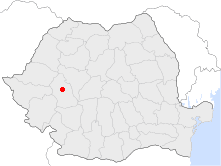

ديفا مدينة تقع غربي رومانيا, عاصمة محافظة هونيدوارا في إقليم بانات. تبعد عن بوخارست العاصمة 381 كم، عدد سكانها 67.508 نسمة حسب إحصاء 2007.
( بالرومانية : Deva - بالهنغارية: Déva - بالألمانية : Diemrich, Schlossberg, Denburg )

## المناخ
يظهر الجدول التالي التغييرات المناخية على مدار السنة لديفا:
| البيانات المناخية لـديفا                        | البيانات المناخية لـديفا | البيانات المناخية لـديفا | البيانات المناخية لـديفا | البيانات المناخية لـديفا | البيانات المناخية لـديفا | البيانات المناخية لـديفا | البيانات المناخية لـديفا | البيانات المناخية لـديفا | البيانات المناخية لـديفا | البيانات المناخية لـديفا | البيانات المناخية لـديفا | البيانات المناخية لـديفا | البيانات المناخية لـديفا |
| الشهر                                           | يناير                    | فبراير                   | مارس                     | أبريل                    | مايو                     | يونيو                    | يوليو                    | أغسطس                    | سبتمبر                   | أكتوبر                   | نوفمبر                   | ديسمبر                   | المعدل السنوي            |
| ----------------------------------------------- | ------------------------ | ------------------------ | ------------------------ | ------------------------ | ------------------------ | ------------------------ | ------------------------ | ------------------------ | ------------------------ | ------------------------ | ------------------------ | ------------------------ | ------------------------ |
| متوسط درجة الحرارة الكبرى °م (°ف)               | 0.9 (33.6)               | 4.7 (40.5)               | 11.3 (52.3)              | 17.0 (62.6)              | 22.6 (72.7)              | 24.3 (75.7)              | 26.7 (80.1)              | 26.7 (80.1)              | 23.0 (73.4)              | 17.0 (62.6)              | 8.9 (48.0)               | 3.0 (37.4)               | 15.5 (59.9)              |
| متوسط درجة الحرارة الصغرى °م (°ف)               | −5.9 (21.4)              | −3.2 (26.2)              | 0.3 (32.5)               | 4.6 (40.3)               | 9.0 (48.2)               | 12.0 (53.6)              | 13.2 (55.8)              | 12.8 (55.0)              | 9.7 (49.5)               | 4.6 (40.3)               | 1.1 (34.0)               | −2.7 (27.1)              | 4.6 (40.3)               |
| الهطول مم (إنش)                                 | 33.9 (1.33)              | 28.1 (1.11)              | 29.1 (1.15)              | 50.0 (1.97)              | 63.9 (2.52)              | 79.8 (3.14)              | 67.1 (2.64)              | 56.1 (2.21)              | 42.8 (1.69)              | 37.5 (1.48)              | 37.2 (1.46)              | 39.5 (1.56)              | 565.0 (22.24)            |
| المصدر: Administrația Natională de Meteorologie |                          |                          |                          |                          |                          |                          |                          |                          |                          |                          |                          |                          |                          |

## توأمة
لديفا (رومانيا) اتفاقيات توأمة مع كل من:
- زغتفار
- أراس
- شيربورغ
- Communauté urbaine d'Arras [الإنجليزية]‏

## معرض صور

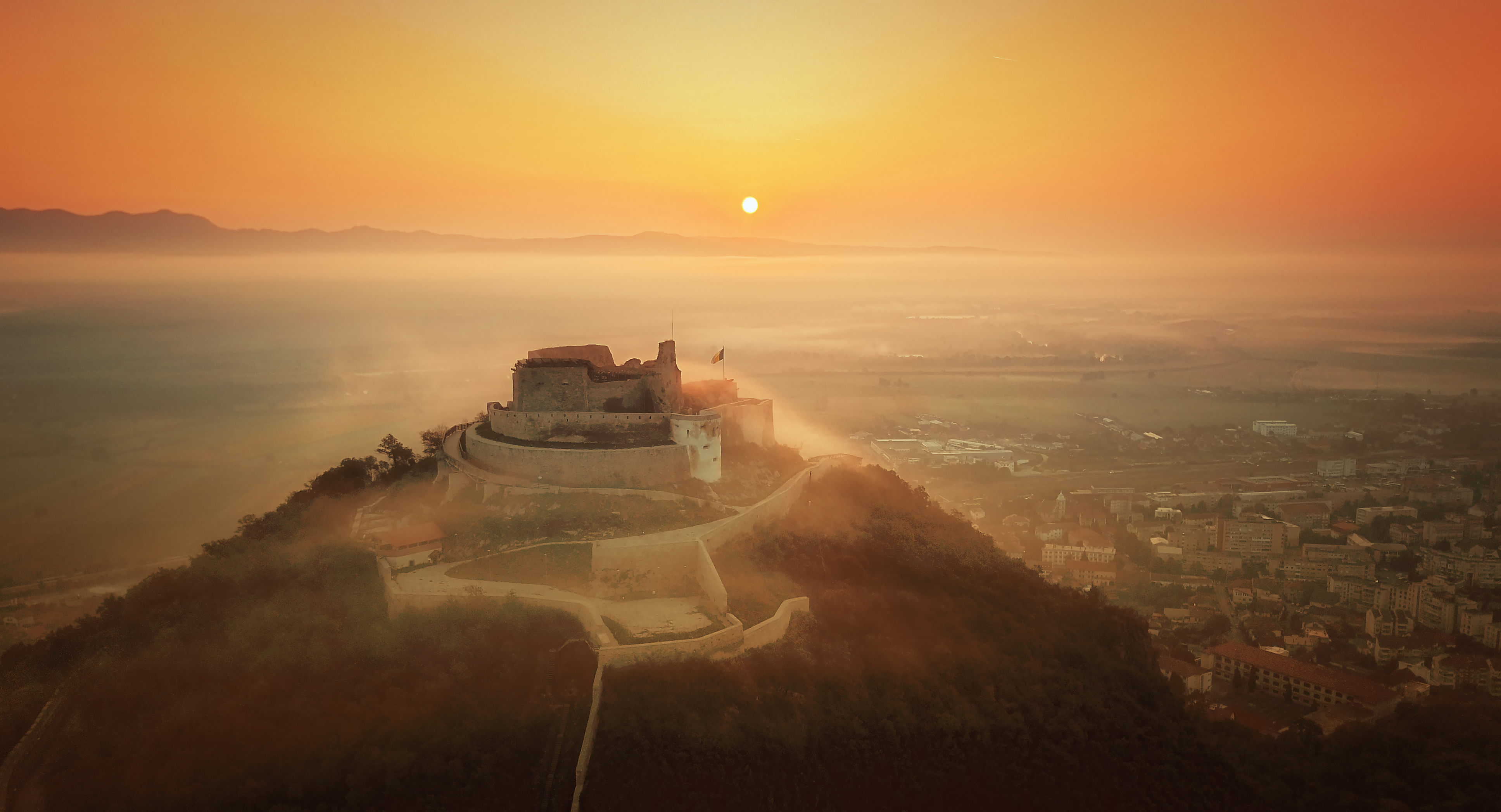
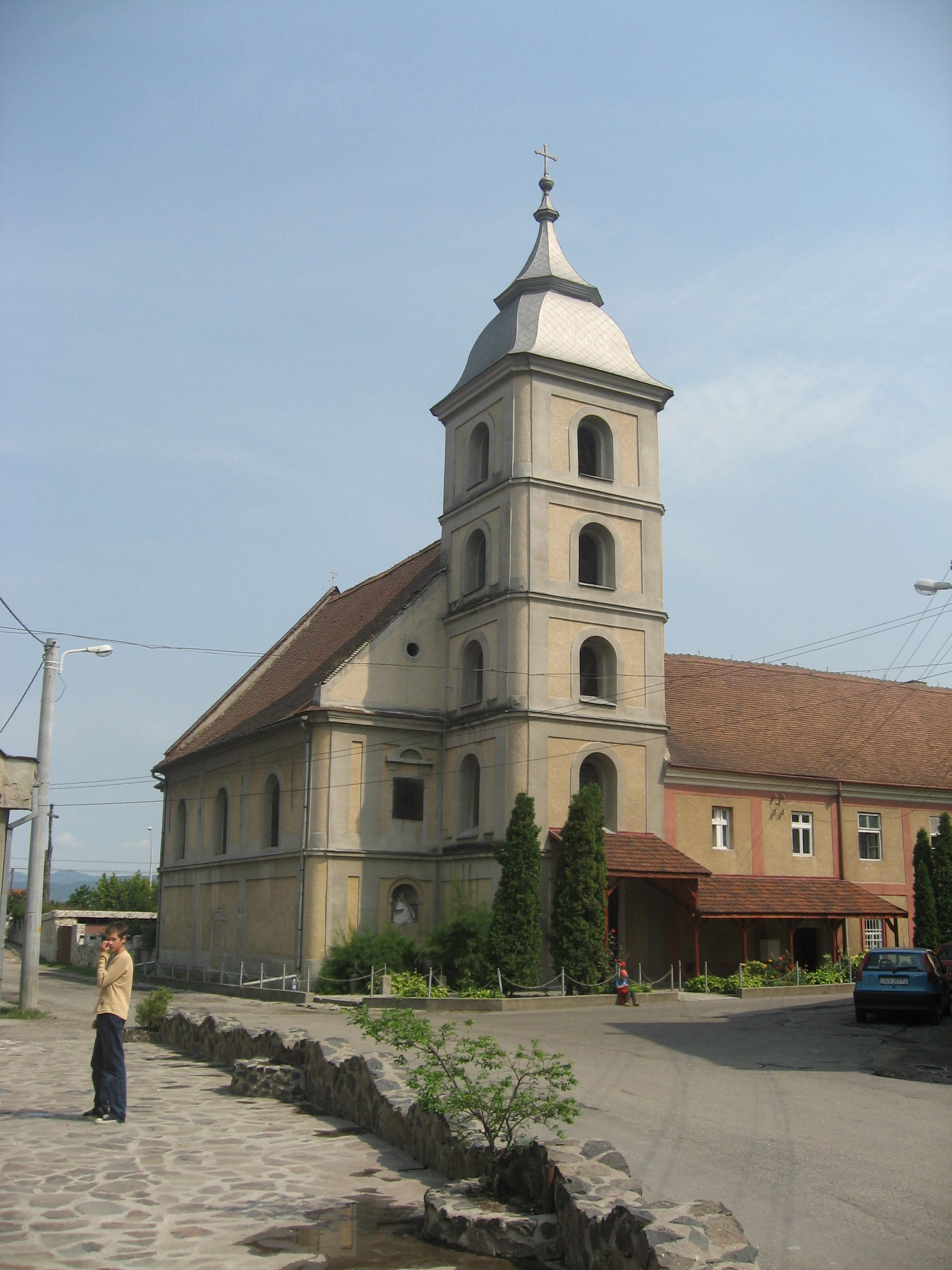
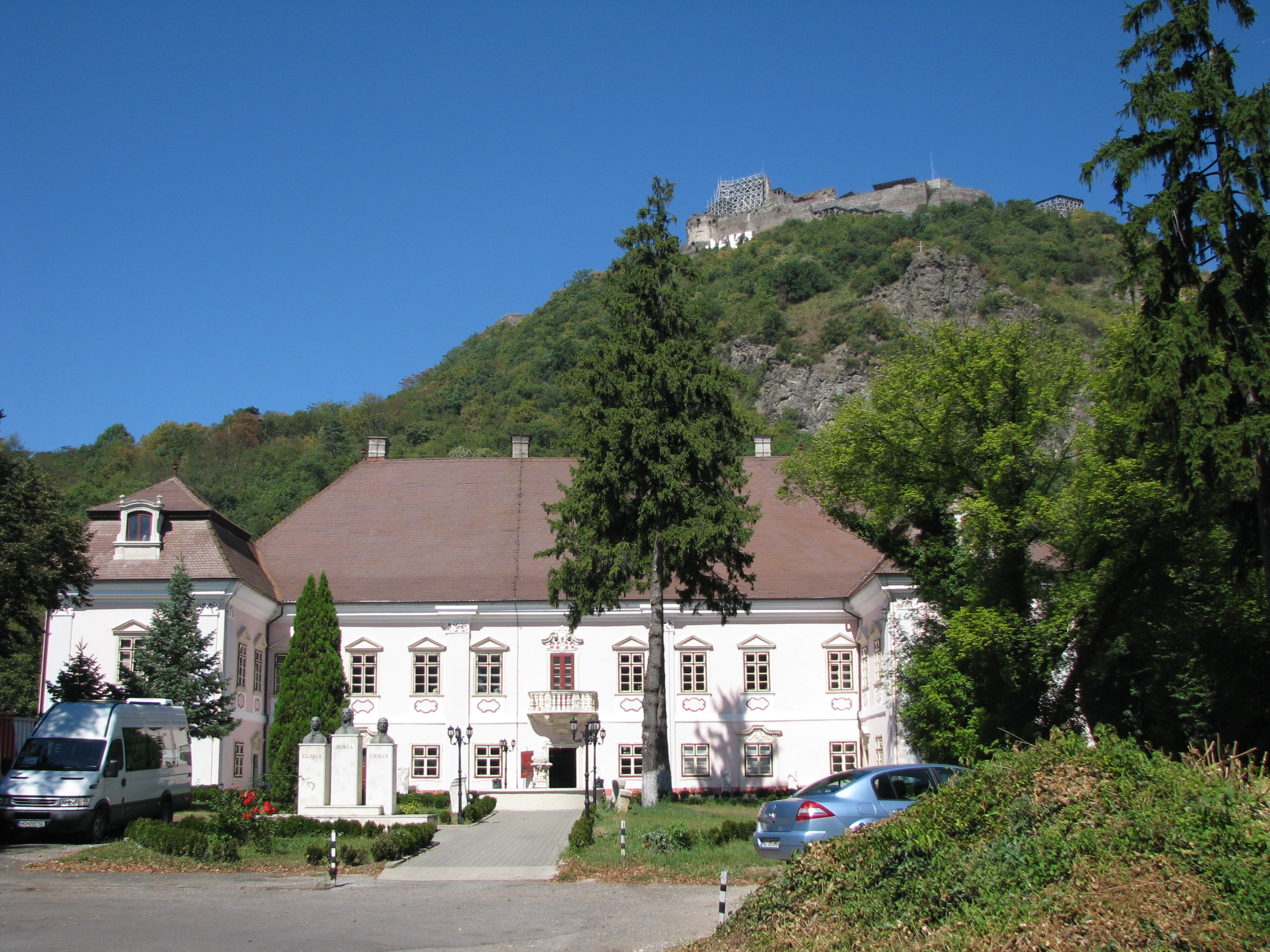
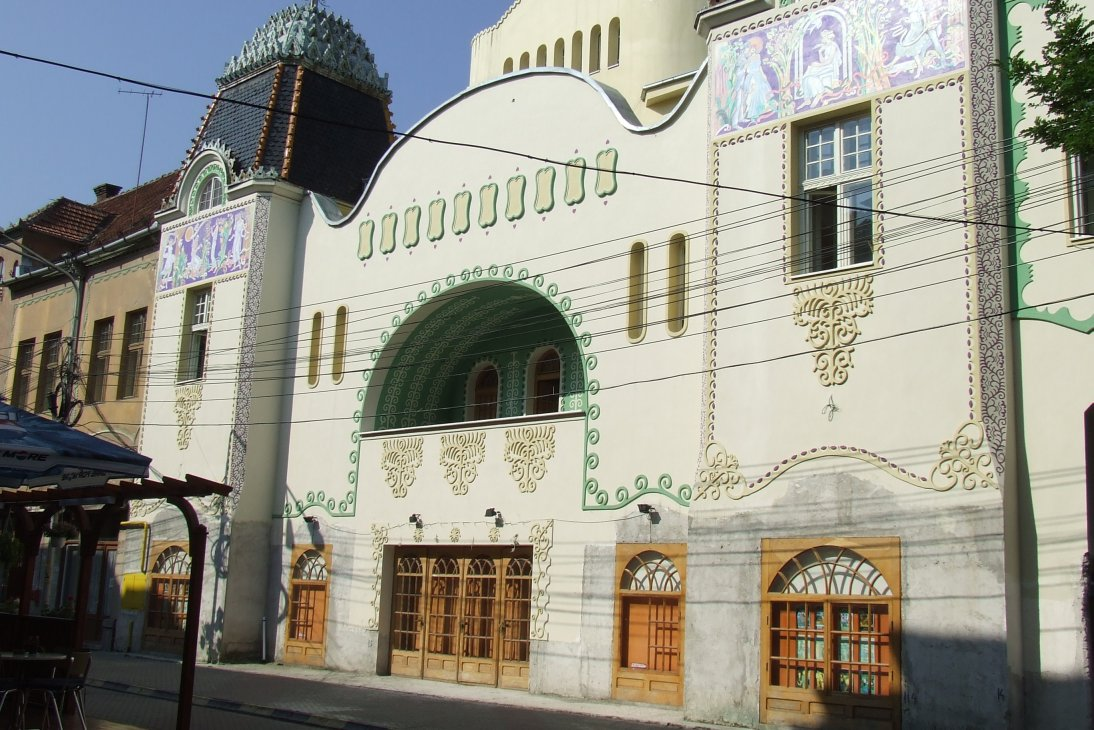
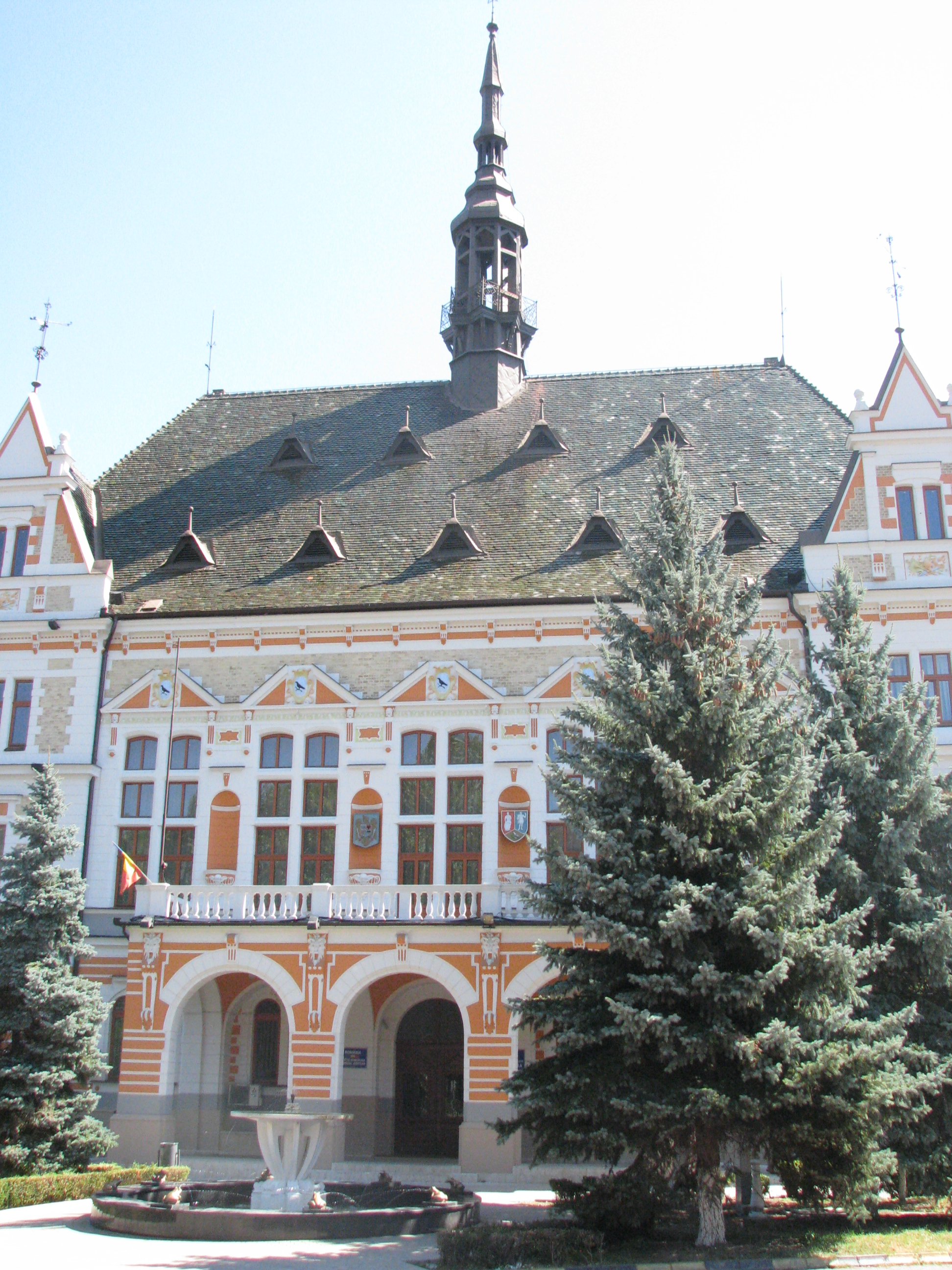

## أعلام
- بوغدان جوراتوني
- فلورنتينا إيوسكو
- دانييلا سيليفاش
- بوغدان مارا
- لورا بيفل